# Matías Toma
Matías Toma, vollständiger Name Matías Toma Pérez, (* 14. Februar 1995 in Montevideo) ist ein uruguayischer Fußballspieler.

## Karriere

### Verein
Der je nach Quellenlage 1,75 Meter oder 1,77 Meter große Defensivakteur Toma stand mindestens seit der Saison 2014/15 im Kader der Profimannschaft von Liverpool Montevideo. In jener Zweitligaspielzeit debütierte er am 13. September 2014 beim 3:0-Auswärtssieg gegen den Club Atlético Torque in der Segunda División, als er von Trainer Alejandro Apud in die Startelf beordert wurde. Bis zum Saisonende, an dem sein Verein in die höchste uruguayische Spielklasse aufstieg, absolvierte er 15 Zweitligaspiele und erzielte einen Treffer. Mitte September 2015 wurde er an den Zweitligisten Miramar Misiones ausgeliehen. In der Zweitligasaison 2015/16 wurde er neunmal (kein Tor) in der zweithöchsten uruguayischen Spielklasse eingesetzt. Anschließend kehrte er zu Liverpool Montevideo zurück.

### Nationalmannschaft
Toma feierte unter Trainer Fabián Coito am 12. Juni 2014 beim 2:1-Sieg im Freundschaftsspiel gegen Paraguay sein Debüt in der U-20-Nationalmannschafts Uruguays. Er gehörte dem uruguayischen Aufgebot bei der U-20-Südamerikameisterschaft 2015 in Uruguay an. Uruguay belegte den dritten Platz. Im Vorfeld der U-20-Südamerikameisterschaft jenes Jahres wies der uruguayische Fußballverband für ihn (Stand: 12. Januar 2015) sieben absolvierte Länderspiele (kein Tor) in dieser Altersklasse für ihn aus. Im Turnier selbst kam er zu einem, persönlich torlosen Einsatz.